# Жепенник-Стшижевський
Жепенник-Стшижевський (пол. Rzepiennik Strzyżewski) — село в Польщі, у гміні Жепенник-Стшижевський Тарновського повіту Малопольського воєводства.
Населення — 1301 особа (2011).
У 1975—1998 роках село належало до Тарновського воєводства.

## Географія
Селом протікає річка Жеп'янка.

## Демографія
Демографічна структура станом на 31 березня 2011 року:
|          | Загалом | Допрацездатний вік | Працездатний вік | Постпрацездатний вік |
| -------- | ------- | ------------------ | ---------------- | -------------------- |
| Чоловіки | 641     | 144                | 422              | 75                   |
| Жінки    | 660     | 142                | 367              | 151                  |
| Разом    | 1301    | 286                | 789              | 226                  |